# Янош Другет
Янош I Другет (угор. I. Drugeth János, фр. Jean Druget, д/н — 1333) — державний і військовий діяч Угорського королівства.

## Життєпис
Походив з франкського знатного роду з Неаполітанського королівства. Син Джованні Другета, що перебував на службі Анжуйської династії. Народився в Салерно. Розпочав службу наприкінці правління неаполітанського короля Карла II. 1309 року перебував в посольстві на чолі із єпископом П’єтро де Балонесіо до папи римського Климента V в Авіньйоні.
Після 1312 року опинився в Угорщині, де служив тамтешнему королю Карлу Роберту. У 1313 році повернувся до Калабрії на заклик Філіппа Тарентського. У 1316 році він згаданий як піджупан комітатів Спиш та Абауй. В тожу році ім’я Жана (Яноша) Другета фігурує в списку васалів області Terra de Lavoro, які було зобов’язані прибути до королівського юстицінарія в Неаполі для перереєстрації. З 1317 року перебував на службі у принца Філіппа Тарентського, на користь якого діяв в Ахейському князівстві.
Остаточно оселився в Угорщині з 1324 року. До того здійснював дипломатичні контакти між Неаполітанським і Угорським королівствами.
У 1327 році після смерті брата призначається палатином королівства та королівським суддею над куманами. Успадкував усі володіння Філіппа Другета. Того ж року отримав від короля володіння в Ужанській жупі.
1328 року призначено каштеляном Обуди, ішпаном комітатів Ужан, Земплин, У 1328 став надором (1327—1334).
У 1330 році на чолі 8—10 тисячного війська вирушив на підтримку польського короля Владислава Локетка проти Тевтонського ордену. Того ж року стає ішпаном комітатів Бач, Фейєр, Шомогі, Тольна.
У 1331 році розпочав підготовку до майбутнього Першого з'їзду трьох королів у Вишеграді. Помер у 1333 році.

## Родина
- Вілмош (д/н—1342), палатин Угорщини
- Міклош (д/н—1355), королівський суддя
- Янош (д/н—після 1361), ішпан Земплина